# كات فون دي
كاثرين فون دراشنبرغ، والمعروفة باسم كات فون دي (ولد في 8 مارس 1982)، فنانة وشم، عارضة أزياء موسيقي، منظم، وشخصية تلفزيون أمريكية، عرفت بظهورها في فيلم الوثائقي ليمي (2010) عن حياة ومهنة من التبجيل موسيقي هافي مياتل ليمي كيلميستر.

## روابط خارجية
- الموقع الرسمي
- كات فون دي على موقع IMDb (الإنجليزية)
- كات فون دي على موقع روتن توميتوز (الإنجليزية)
- كات فون دي على موقع ميوزك برينز (الإنجليزية)
- كات فون دي على موقع إن إن دي بي (الإنجليزية)
- كات فون دي على موقع أول ميوزيك (الإنجليزية)
- كات فون دي على موقع ديسكوغز (الإنجليزية)
- كات فون دي على موقع ديسكوغز (الإنجليزية)
- كات فون دي على موقع قاعدة بيانات الفيلم (الإنجليزية)